# Association Sportive de Monaco Football Club 2015-2016
Questa voce raccoglie le informazioni riguardanti l'Association Sportive de Monaco Football Club nelle competizioni ufficiali della stagione 2015-2016.

## Maglie e sponsor
Lo sponsor tecnico per la stagione 2015-2016 è Nike, mentre lo sponsor ufficiale è Fedcom. La prima maglia è bianca e rossa con banda trasversale, calzoncini e calzettoni bianchi con risvolti rossi. La seconda maglia è blu con inserti gialli, calzoncini e calzettoni blu.
| Casa | Trasferta |

## Rosa
| N. |                       | Ruolo | Calciatore       |
| -- | --------------------- | ----- | ---------------- |
| 1  | Croazia (bandiera)    | P     | Danijel Subašić  |
| 2  | Brasile (bandiera)    | D     | Fabinho          |
| 3  | Francia (bandiera)    | D     | Layvin Kurzawa   |
| 4  | Portogallo (bandiera) | D     | Fábio Coentrão   |
| 5  | Tunisia (bandiera)    | D     | Aymen Abdennour  |
| 5  | Brasile (bandiera)    | D     | Jemerson         |
| 6  | Portogallo (bandiera) | D     | Ricardo Carvalho |
| 7  | Marocco (bandiera)    | C     | Nabil Dirar      |
| 8  | Portogallo (bandiera) | C     | João Moutinho    |
| 9  | Francia (bandiera)    | A     | Anthony Martial  |
| 9  | Brasile (bandiera)    | A     | Vágner Love      |
| 10 | Portogallo (bandiera) | C     | Bernardo Silva   |
| 11 | Argentina (bandiera)  | A     | Guido Carrillo   |
| 12 | Francia (bandiera)    | C     | Farès Bahlouli   |
| 13 | Brasile (bandiera)    | D     | Wallace          |
| 14 | Francia (bandiera)    | C     | Tiémoué Bakayoko |
| 16 | Francia (bandiera)    | P     | Paul Nardi       |
| 17 | Portogallo (bandiera) | A     | Ivan Cavaleiro   |
| 18 | Portogallo (bandiera) | A     | Hélder Costa     |

| N. |                           | Ruolo | Calciatore          |
| -- | ------------------------- | ----- | ------------------- |
| 19 | Costa d'Avorio (bandiera) | A     | Lacina Traoré       |
| 20 | Croazia (bandiera)        | C     | Mario Pašalić       |
| 21 | Nigeria (bandiera)        | D     | Elderson            |
| 22 | Italia (bandiera)         | A     | Stephan El Shaarawy |
| 23 | Mali (bandiera)           | C     | Adama Traoré        |
| 24 | Italia (bandiera)         | D     | Andrea Raggi        |
| 25 | Portogallo (bandiera)     | C     | Rony                |
| 26 | Camerun (bandiera)        | C     | Edgar Salli         |
| 27 | Francia (bandiera)        | C     | Thomas Lemar        |
| 28 | Francia (bandiera)        | C     | Jérémy Toulalan (C) |
| 29 | Brasile (bandiera)        | C     | Gabriel Boschilia   |
| 30 | Senegal (bandiera)        | P     | Seydou Sy           |
| 31 | Portogallo (bandiera)     | C     | Gil Dias            |
| 37 | Francia (bandiera)        | C     | Abdou Aziz Thiam    |
| 38 | Mali (bandiera)           | D     | Almamy Touré        |
| 42 | Francia (bandiera)        | D     | Raphaël Diarra      |
| 44 | Francia (bandiera)        | C     | Jonathan Mexique    |
| 50 | Francia (bandiera)        | P     | Loïc Badiashile     |

## Calciomercato

### Sessione estiva(dal 09/06 al 31/08)
| Acquisti | Acquisti            | Acquisti            | Acquisti                          |
| R.       | Nome                | da                  | Modalità                          |
| -------- | ------------------- | ------------------- | --------------------------------- |
| P        | Paul Nardi          | Nancy               | fine prestito                     |
| D        | Fábio Coentrão      | Real Madrid         | prestito                          |
| D        | Fabinho             | Rio Ave             | riscatto cartellino (6 milioni €) |
| D        | Borja López         | Deportivo La Coruña | fine prestito                     |
| D        | Wallace             | Braga               | rinnovo prestito                  |
| C        | Farès Bahlouli      | Olympique Lione     | definitivo (3,5 milioni €)        |
| C        | Gabriel Boschilia   | San Paolo           | definitivo (7 milioni €)          |
| C        | Thomas Lemar        | Caen                | definitivo (4 milioni €)          |
| C        | Rony                | Manchester City     | definitivo                        |
| C        | Delvin Ndinga       | Olympiacos          | fine prestito                     |
| C        | Mounir Obbadi       | Verona              | fine prestito                     |
| C        | Fawzi Ouaamar       | Arles               | fine prestito                     |
| C        | Mario Pašalić       | Chelsea             | prestito                          |
| C        | Edgar Salli         | Académica           | fine prestito                     |
| C        | Adama Traoré        | Lilla               | definitivo (14 milioni €)         |
| A        | Guido Carrillo      | Estudiantes (LP)    | definitivo (8,8 milioni €)        |
| A        | Ivan Cavaleiro      | Benfica             | definitivo (15 milioni €)         |
| A        | Tafsir Cherif       | Orléans             | fine prestito                     |
| A        | Hélder Costa        | Benfica             | prestito                          |
| A        | Stephan El Shaarawy | Milan               | prestito                          |
| A        | Radamel Falcao      | Manchester Utd      | fine prestito                     |
| A        | Corentin Jean       | Troyes              | definitivo                        |
| A        | Gaetano Monachello  | Lanciano            | fine prestito                     |
| A        | Quentin Ngakoutou   | Losanna             | fine prestito                     |
| A        | Allan Saint-Maximin | Saint-Étienne       | definitivo (5 milioni €)          |

| Cessioni | Cessioni                  | Cessioni            | Cessioni                            |
| R.       | Nome                      | a                   | Modalità                            |
| -------- | ------------------------- | ------------------- | ----------------------------------- |
| P        | Marc-Aurèle Caillard      |                     | svincolato                          |
| P        | Maarten Stekelenburg      | Fulham              | fine prestito                       |
| D        | Aymen Abdennour           | Valencia            | definitivo (30 milioni €)           |
| D        | Abdou Diallo              | Zulte Waregem       | prestito                            |
| D        | Nicolas Isimat-Mirin      | PSV                 | riscatto cartellino (2,4 milioni €) |
| D        | Layvin Kurzawa            | Paris Saint-Germain | definitivo (25 milioni €)           |
| D        | Borja López               | Arouca              | prestito                            |
| C        | Dylan Bahamboula          | Paris FC            | prestito                            |
| C        | Yannick Ferreira Carrasco | Atlético Madrid     | definitivo (20 milioni €)           |
| C        | Geoffrey Kondogbia        | Inter               | definitivo (38 milioni €)           |
| C        | David Mills               | Paris FC            | prestito                            |
| C        | Delvin Ndinga             | Lokomotiv Mosca     | prestito                            |
| C        | Mounir Obbadi             |                     | svincolato                          |
| C        | Lucas Ocampos             | Olympique Marsiglia | riscatto cartellino (7,5 milioni €) |
| C        | Jessy Pi                  | Troyes              | rinnovo prestito                    |
| C        | Edgar Salli               | San Gallo           | prestito                            |
| C        | Alain Traoré              | Lorient             | fine prestito                       |
| A        | Dimităr Berbatov          |                     | svincolato                          |
| A        | Matheus Carvalho          | Fluminense          | fine prestito                       |
| A        | Radamel Falcao            | Chelsea             | prestito                            |
| A        | Anthony Martial           | Manchester Utd      | definitivo (50+30 milioni €)        |
| A        | Valère Germain            | Nizza               | prestito                            |
| A        | Corentin Jean             | Troyes              | prestito                            |
| A        | Aboubakar Kamara          |                     | svincolato                          |
| A        | Gaetano Monachello        | Atalanta            | definitivo (500.000 €)              |
| A        | Quentin Ngakoutou         | Évian TG            | prestito                            |
| A        | Allan Saint-Maximin       | Hannover 96         | prestito                            |

### Sessione invernale(dal 02/01 al 01/02)
| Acquisti | Acquisti    | Acquisti         | Acquisti      |
| R.       | Nome        | da               | Modalità      |
| -------- | ----------- | ---------------- | ------------- |
| D        | Jemerson    | Atlético Mineiro | definitivo    |
| D        | Borja López | Arouca           | fine prestito |
| C        | David Mills | Paris FC         | fine prestito |
| A        | Vágner Love | Corinthians      | definitivo    |

| Cessioni | Cessioni            | Cessioni       | Cessioni      |
| R.       | Nome                | a              | Modalità      |
| -------- | ------------------- | -------------- | ------------- |
| D        | Borja López         | Barcellona B   | prestito      |
| C        | Gabriel Boschilia   | Standard Liegi | prestito      |
| C        | Gil Dias            | Varzim         | prestito      |
| C        | Christopher Lina    | CA Bastia      | prestito      |
| C        | Rony                | Lilla          | prestito      |
| A        | Tafsir Cherif       | Varzim         | prestito      |
| A        | Stephan El Shaarawy | Milan          | fine prestito |

## Risultati

### Ligue 1

#### Girone d'andata
| Arbitro: | Jaffredo |

|            |           |                       |
| Germain 7’ | Marcatori | 51’ Silva 62’ Kurzawa |

| Principato di Monaco 14 agosto 2015, ore 20:30 CEST 2ª giornata | Monaco | 0 – 0 referto | Lilla | Stade Louis II (13.331 spett.)\| Arbitro: \| Millot \| |
| Arbitro:                                                        | Millot |               |       |                                                        |

| Arbitro: | Lannoy |

|             |           |           |
| Doumbia 22’ | Marcatori | 65’ Lemar |

| Arbitro: | Bastien |

|  |           |                             |
|  | Marcatori | 57’, 73’ Cavani 83’ Lavezzi |

| Arbitro: | Moreira |

|  |           |                    |
|  | Marcatori | 17’ (rig.) Fabinho |

| Arbitro: | Delerue |

|                     |           |                                      |
| Touré 21’ Lemar 47’ | Marcatori | 12’ N'Dong 18’ Jeannot 59’ Moukandjo |

| Arbitro: | Turpin |

|                                |           |                                                   |
| Congré 26’ Carrillo 45’ (aut.) | Marcatori | 56’ Fábio Coentrão 65’ Lemar 90+5’ (rig.) Fabinho |

| Arbitro: | Bien |

|                             |           |                               |
| Privat 30’ Benezet 65’, 89’ | Marcatori | 15’ Silva 45’ Raggi 71’ Dirar |

| Arbitro: | Chapron |

|             |           |              |
| Wallace 51’ | Marcatori | 41’ Doucouré |

| Arbitro: | Fautrel |

|             |           |            |
| Pašalić 39’ | Marcatori | 84’ Rafael |

| Arbitro: | Schneider |

|  |           |           |
|  | Marcatori | 11’ Silva |

| Arbitro: | Varela |

|             |           |  |
| Pašalić 35’ | Marcatori |  |

| Arbitro: | Millot |

|                                          |           |           |
| Maurice-Belay 36’ Yamberé 40’ Plašil 48’ | Marcatori | 23’ Costa |

| Arbitro: | Gautier |

|             |           |  |
| Pašalić 43’ | Marcatori |  |

| Arbitro: | Turpin |

|                                             |           |                                |
| Alessandrini 12’ Batshuayi 51’ N'Koudou 82’ | Marcatori | 18’, 39’ A. Touré 72’ Coentrão |

| Arbitro: | Lannoy |

|              |           |             |
| Carrillo 56’ | Marcatori | 86’ Rodelin |

| Arbitro: | Buquet |

|            |           |                    |
| Romain 90’ | Marcatori | 72’, 84’ L. Traoré |

| Arbitro: | Lesage |

|                    |           |  |
| Fabinho 82’ (rig.) | Marcatori |  |

| Troyes 19 dicembre 2015, ore 20:00 CET 19ª giornata | Troyes | 0 – 0 referto | Monaco | Stade de l'Aube (16.266 spett.)\| Arbitro: \| Bien \| |
| Arbitro:                                            | Bien   |               |        |                                                       |

#### Girone di ritorno
| Arbitro: | Jochem |

|                                 |           |                          |
| Fabinho 51’ (rig.) Carvalho 73’ | Marcatori | 9’ Boutaïb 31’ Tshibumbu |

| Arbitro: | Bastien |

|  |           |                        |
|  | Marcatori | 53’ Lemar 57’ Moutinho |

| Arbitro: | El Hadj |

|                                                 |           |  |
| Silva 28’ Coentrão 36’ Carrillo 70’ Costa 90+3’ | Marcatori |  |

| Arbitro: | Buquet |

|                             |           |  |
| N'Doye 19’, 43’ Yattara 55’ | Marcatori |  |

| Arbitro: | Rainville |

|                              |           |  |
| Modesto 35’ (aut.) Silva 73’ | Marcatori |  |

| Arbitro: | Chapron |

|              |           |  |
| Bakayoko 81’ | Marcatori |  |

| Arbitro: | Fautrel |

|          |           |                 |
| Sall 57’ | Marcatori | 84’ Vágner Love |

| Arbitro: | Hamel |

|                                |           |           |
| Carrillo 25’, 37’ Mbappé 90+3’ | Marcatori | 80’ Gueye |

| Nantes 28 febbraio 2016, ore 14:00 CET 28ª giornata | Nantes | 0 – 0 referto | Monaco | Stade de la Beaujoire (25.866 spett.)\| Arbitro: \| Lesage \| |
| Arbitro:                                            | Lesage |               |        |                                                               |

| Arbitro: | Turpin |

|                              |           |                            |
| Féret 64’ (rig.) Kouakou 89’ | Marcatori | 54’ Lemar 68’ (aut.) Yahia |

| Arbitro: | Millot |

|                     |           |                              |
| Vágner Love 5’, 38’ | Marcatori | 11’ Charbonnier 79’ Rigonato |

| Arbitro: | Gautier |

|  |           |                                    |
|  | Marcatori | 65’ Vágner Love 68’ (rig.) Fabinho |

| Arbitro: | Bastien |

|                       |           |                       |
| Guilbert 90+3’ (aut.) | Marcatori | 45+2’ Touré 56’ Ounas |

| Arbitro: | Moreira |

|                                               |           |              |
| Amalfitano 37’ Éder 68’ Obbadi 79’ Sidibé 89’ | Marcatori | 90’ Bahlouli |

| Arbitro: | Gautier |

|                     |           |                 |
| Silva 47’ Raggi 75’ | Marcatori | 90+3’ Batshuayi |

| Arbitro: | Fautrel |

|         |           |           |
| Sio 80’ | Marcatori | 14’ Costa |

| Arbitro: | Turpin |

|                                   |           |                       |
| L. Traoré 17’ Dirar 40’ Silva 76’ | Marcatori | 75’ Erdinç 81’ Angoua |

| Arbitro: | Buquet |

|                                                        |           |              |
| Ghezzal 3’ Lacazette 9’, 35’, 81’ Yanga-Mbiwa 34’, 60’ | Marcatori | 41’ Carvalho |

| Arbitro: | Bastien |

|                                 |           |  |
| Cavaleiro 3’ Fabinho 32’ (rig.) | Marcatori |  |

### Coupe de France

#### Fase a eliminazione diretta
| Arbitro: | Rainville |

| |           |                               |
| L. Traoré 21’, 31’, 33’, 45’ Raggi 29’ Bahlouli 47’ Fabinho 53’ (rig.), 87’ (rig.) Costa 54’ Pašalić 81’ | Marcatori | 78’ Leblanc 83’ (rig.) Sahour |

| Arbitro: | Hamel |

|           |           |                                         |
| Kamin 63’ | Marcatori | 45+1’ L. Traoré 103’ Pašalić 119’ Costa |

| Arbitro: | Varela |

|                      |           |              |
| Martin 19’ Sacko 54’ | Marcatori | 38’ Bakayoko |

### Coupe de la Ligue

#### Fase a eliminazione diretta
| Arbitro: | Schneider |

|                                |           |  |
| Ounas 16’ Rolán 57’ Saivet 88’ | Marcatori |  |

### Champions League

#### Turni preliminari
| Arbitro: | Jug |

|             |           |                                      |
| Nuzzolo 74’ | Marcatori | 64’ Kurzawa 72’ Carrillo 75’ Pašalić |

| Arbitro: | Makkelie |

|                                                       |           |  |
| Cavaleiro 54’ Kurzawa 64’ Martial 70’ El Shaarawy 77’ | Marcatori |  |

| Arbitro: | Clattenburg |

|                                    |           |             |
| Rodrigo 4’ Parejo 59’ Feghouli 86’ | Marcatori | 49’ Pašalić |

| Arbitro: | Rizzoli |

|                        |           |            |
| Raggi 17’ Elderson 75’ | Marcatori | 4’ Negredo |

### Europa League

#### Fase a gironi
| Arbitro: | Zelinka |

|            |           |               |
| Gillet 11’ | Marcatori | 85’ L. Traoré |

| Arbitro: | Soares Dias |

|                 |           |            |
| El Shaarawy 81’ | Marcatori | 35’ Lamela |

| Arbitro: | Kehlet |

|               |           |  |
| L. Traoré 70’ | Marcatori |  |

| Arbitro: | Balaj |

|                |           |               |
| Armenteros 39’ | Marcatori | 72’ Cavaleiro |

| Arbitro: | Gräfe |

|  |           |                             |
|  | Marcatori | 45+1’ Gillet 78’ Acheampong |

| Arbitro: | Bebek |

|                                 |           |                 |
| Lamela 2’, 15’, 38’ Carroll 78’ | Marcatori | 61’ El Shaarawy |

## Statistiche

### Statistiche di squadra
| Competizione      | Punti | In casa | In casa | In casa | In casa | In casa | In casa | In trasferta | In trasferta | In trasferta | In trasferta | In trasferta | In trasferta | Totale | Totale | Totale | Totale | Totale | Totale | DR  |
| Competizione      | Punti | G       | V       | N       | P       | Gf      | Gs      | G            | V            | N            | P            | Gf           | Gs           | G      | V      | N      | P      | Gf     | Gs     | DR  |
| ----------------- | ----- | ------- | ------- | ------- | ------- | ------- | ------- | ------------ | ------------ | ------------ | ------------ | ------------ | ------------ | ------ | ------ | ------ | ------ | ------ | ------ | --- |
| Ligue 1           | 65    | 19      | 10      | 6       | 3       | 30      | 19      | 19           | 7            | 8            | 4            | 27           | 31           | 38     | 17     | 14     | 7      | 57     | 50     | +7  |
| Coupe de France   | -     | 1       | 1       | 0       | 0       | 10      | 2       | 2            | 1            | 0            | 1            | 4            | 3            | 3      | 2      | 0      | 1      | 14     | 5      | +9  |
| Coupe de la Ligue | -     | -       | -       | -       | -       | -       | -       | 1            | 0            | 0            | 1            | 0            | 3            | 1      | 0      | 0      | 1      | 0      | 3      | -3  |
| Champions League  | -     | 2       | 2       | 0       | 0       | 6       | 1       | 2            | 1            | 0            | 1            | 4            | 4            | 4      | 3      | 0      | 1      | 10     | 5      | +5  |
| Europa League     | -     | 3       | 1       | 1       | 1       | 2       | 3       | 3            | 0            | 2            | 1            | 3            | 6            | 6      | 1      | 3      | 2      | 5      | 9      | -4  |
| Totale            | -     | 25      | 14      | 7       | 4       | 48      | 25      | 27           | 9            | 10           | 8            | 38           | 47           | 52     | 23     | 17     | 12     | 86     | 72     | +14 |

### Andamento in campionato
| Giornata  | 1 | 2 | 3 | 4  | 5 | 6  | 7  | 8 | 9  | 10 | 11 | 12 | 13 | 14 | 15 | 16 | 17 | 18 | 19 | 20 | 21 | 22 | 23 | 24 | 25 | 26 | 27 | 28 | 29 | 30 | 31 | 32 | 33 | 34 | 35 | 36 | 37 | 38 |
| --------- | - | - | - | -- | - | -- | -- | - | -- | -- | -- | -- | -- | -- | -- | -- | -- | -- | -- | -- | -- | -- | -- | -- | -- | -- | -- | -- | -- | -- | -- | -- | -- | -- | -- | -- | -- | -- |
| Luogo     | T | C | T | C  | T | C  | T  | T | C  | C  | T  | C  | T  | C  | T  | C  | T  | C  | T  | C  | T  | C  | T  | C  | C  | T  | C  | T  | T  | C  | T  | C  | T  | C  | T  | C  | T  | C  |
| Risultato | V | N | N | P  | V | P  | V  | N | N  | N  | V  | V  | P  | V  | N  | N  | V  | V  | N  | N  | V  | V  | P  | V  | V  | N  | V  | N  | N  | N  | V  | P  | P  | V  | N  | V  | P  | V  |
| Posizione | 2 | 6 | 8 | 13 | 8 | 11 | 10 | 9 | 10 | 11 | 9  | 6  | 9  | 6  | 7  | 6  | 4  | 3  | 2  | 3  | 2  | 2  | 2  | 2  | 2  | 2  | 2  | 2  | 2  | 2  | 2  | 2  | 3  | 2  | 3  | 3  | 3  | 3  |

Fonte:  Classements, su lfp.fr, LFP.
Legenda:

Luogo: C = Casa; T = Trasferta. Risultato: V = Vittoria; N = Pareggio; P = Sconfitta.

### Statistiche dei giocatori
| Giocatore      | Ligue 1  | Ligue 1 | Ligue 1     | Ligue 1    | Coupe de France Coupe de la Ligue | Coupe de France Coupe de la Ligue | Coupe de France Coupe de la Ligue | Coupe de France Coupe de la Ligue | Champions League Europa League | Champions League Europa League | Champions League Europa League | Champions League Europa League | Totale   | Totale | Totale      | Totale     |
| Giocatore      | Presenze | Reti    | Ammonizioni | Espulsioni | Presenze                          | Reti                              | Ammonizioni                       | Espulsioni                        | Presenze                       | Reti                           | Ammonizioni                    | Espulsioni                     | Presenze | Reti   | Ammonizioni | Espulsioni |
| -------------- | -------- | ------- | ----------- | ---------- | --------------------------------- | --------------------------------- | --------------------------------- | --------------------------------- | ------------------------------ | ------------------------------ | ------------------------------ | ------------------------------ | -------- | ------ | ----------- | ---------- |
| A. Abdennour   | -        | -       | -           | -          | -                                 | -                                 | -                                 | -                                 | -                              | -                              | -                              | -                              | -        | -      | -           | -          |
| L. Badiashile  | 0        | 0       | 0           | 0          | -                                 | -                                 | -                                 | -                                 | 0                              | 0                              | 0                              | 0                              | 0        | 0      | 0           | 0          |
| F. Bahlouli    | 8        | 1       | 1           | 0          | 1+0                               | 1+0                               | 0                                 | 0                                 | 2+0                            | 0                              | 0                              | 0                              | 11       | 2      | 1           | 0          |
| T. Bakayoko    | 19       | 1       | 3           | 0          | 2+1                               | 1+0                               | 0                                 | 0                                 | 0+1                            | 0                              | 0                              | 0                              | 23       | 2      | 3           | 0          |
| G. Boschilia   | 5        | 0       | 0           | 0          | 0+1                               | 0                                 | 0+1                               | 0                                 | -                              | -                              | -                              | -                              | 6        | 0      | 1           | 0          |
| G. Carrillo    | 29       | 4       | 3           | 0          | 2+0                               | 0                                 | 1+0                               | 0                                 | 3+4                            | 1+0                            | 0                              | 0                              | 38       | 5      | 4           | 0          |
| R. Carvalho    | 33       | 3       | 8           | 0          | 2+1                               | 0                                 | 0                                 | 0                                 | 4+4                            | 0                              | 0+1                            | 0                              | 44       | 3      | 9           | 0          |
| I. Cavaleiro   | 11       | 0       | 1           | 0          | 0+1                               | 0                                 | 0                                 | 0                                 | 4+2                            | 1+1                            | 0                              | 0                              | 18       | 2      | 1           | 0          |
| I. Chaibi      | 1        | 0       | 0           | 0          | 1+0                               | 0                                 | 0                                 | 0                                 | -                              | -                              | -                              | -                              | 2        | 0      | 0           | 0          |
| F. Coentrão    | 14       | 3       | 4           | 0          | 1+0                               | 0                                 | 0                                 | 0                                 | 0+3                            | 0                              | 0                              | 0                              | 18       | 3      | 4           | 0          |
| H. Costa       | 25       | 3       | 4           | 0          | 3+0                               | 2+0                               | 0                                 | 0                                 | -                              | -                              | -                              | -                              | 28       | 5      | 4           | 0          |
| R. Diarra      | -        | -       | -           | -          | -                                 | -                                 | -                                 | -                                 | 0+1                            | 0                              | 0                              | 0                              | 1        | 0      | 0           | 0          |
| N. Dirar       | 20       | 2       | 3           | 1          | 1+0                               | 0                                 | 0                                 | 0                                 | 4+3                            | 0                              | 1+1                            | 0                              | 28       | 2      | 5           | 1          |
| Elderson       | 20       | 0       | 4           | 1          | 0+1                               | 0                                 | 0                                 | 0                                 | 2+4                            | 1+0                            | 1+1                            | 0                              | 27       | 1      | 6           | 1          |
| S. El Shaarawy | 15       | 0       | 1           | 0          | -                                 | -                                 | -                                 | -                                 | 3+6                            | 1+2                            | 0+1                            | 0                              | 24       | 3      | 2           | 0          |
| Fabinho        | 34       | 6       | 8           | 0          | 3+1                               | 2+0                               | 1+0                               | 0                                 | 4+4                            | 0                              | 1+3                            | 0                              | 46       | 8      | 13          | 0          |
| Jemerson       | 4        | 0       | 2           | 0          | 1+0                               | 0                                 | 1+0                               | 0                                 | -                              | -                              | -                              | -                              | 5        | 0      | 3           | 0          |
| L. Kurzawa     | 3        | 1       | 1           | 0          | -                                 | -                                 | -                                 | -                                 | 3+0                            | 2+0                            | 0                              | 0                              | 6        | 3      | 1           | 0          |
| T. Lemar       | 26       | 5       | 1           | 0          | 2+1                               | 0                                 | 0                                 | 0                                 | 1+4                            | 0                              | 0                              | 0                              | 34       | 5      | 1           | 0          |
| R. Lopes       | 2        | 0       | 0           | 0          | -                                 | -                                 | -                                 | -                                 | -                              | -                              | -                              | -                              | 2        | 0      | 0           | 0          |
| A. Martial     | 3        | 0       | 0           | 0          | -                                 | -                                 | -                                 | -                                 | 4+0                            | 1+0                            | 0                              | 0                              | 7        | 1      | 0           | 0          |
| K. Mbappé      | 11       | 1       | 1           | 0          | 1+1                               | 0                                 | 0                                 | 0                                 | 0+1                            | 0                              | 0                              | 0                              | 14       | 1      | 1           | 0          |
| J. Mexique     | -        | -       | -           | -          | -                                 | -                                 | -                                 | -                                 | -                              | -                              | -                              | -                              | -        | -      | -           | -          |
| J. Moutinho    | 26       | 1       | 3           | 0          | 3+0                               | 0                                 | 0                                 | 0                                 | 2+6                            | 0                              | 0                              | 0                              | 37       | 1      | 3           | 0          |
| P. Nardi       | 2        | -0      | 0           | 0          | 3+1                               | -7                                | 0                                 | 0                                 | 0                              | 0                              | 0                              | 0                              | 6        | -7     | 0           | 0          |
| M. Pašalić     | 15       | 3       | 1           | 0          | 3+1                               | 2+0                               | 0                                 | 0                                 | 4+5                            | 2+0                            | 3+0                            | 0                              | 28       | 7      | 4           | 0          |
| A. Raggi       | 31       | 2       | 5           | 0          | 3+1                               | 1+0                               | 0+1                               | 0                                 | 4+5                            | 1+0                            | 1+1                            | 0                              | 44       | 4      | 8           | 0          |
| E. Salli       | -        | -       | -           | -          | -                                 | -                                 | -                                 | -                                 | -                              | -                              | -                              | -                              | -        | -      | -           | -          |
| B. Silva       | 32       | 7       | 7           | 0          | 3+1                               | 0                                 | 0                                 | 0                                 | 2+6                            | 0                              | 1+1                            | 0                              | 44       | 7      | 9           | 0          |
| D. Subašić     | 36       | -50     | 3           | 0          | -                                 | -                                 | -                                 | -                                 | 4+6                            | -14                            | 0                              | 0                              | 46       | -64    | 3           | 0          |
| S. Sy          | -        | -       | -           | -          | -                                 | -                                 | -                                 | -                                 | -                              | -                              | -                              | -                              | -        | -      | -           | -          |
| A. Thiam       | -        | -       | -           | -          | -                                 | -                                 | -                                 | -                                 | -                              | -                              | -                              | -                              | -        | -      | -           | -          |
| J. Toulalan    | 25       | 0       | 5           | 0          | 1+1                               | 0                                 | 0                                 | 0                                 | 4+5                            | 0                              | 1+2                            | 0                              | 36       | 0      | 8           | 0          |
| A. Touré       | 10       | 0       | 2           | 0          | 1+0                               | 0                                 | 0                                 | 0                                 | 0+2                            | 0                              | 0                              | 0                              | 13       | 0      | 2           | 0          |
| A. Traoré      | 6        | 3       | 2           | 0          | -                                 | -                                 | -                                 | -                                 | 1+1                            | 0                              | 0                              | 0                              | 8        | 3      | 2           | 0          |
| L. Traoré      | 19       | 3       | 5           | 1          | 2+0                               | 5+0                               | 0                                 | 1+0                               | 0+6                            | 0+2                            | 0                              | 0                              | 27       | 10     | 5           | 2          |
| Vágner Love    | 12       | 4       | 1           | 0          | 1+0                               | 0                                 | 0                                 | 0                                 | -                              | -                              | -                              | -                              | 13       | 4      | 1           | 0          |
| Wallace        | 26       | 1       | 6           | 1          | 2+1                               | 0                                 | 1+0                               | 0                                 | 1+4                            | 0                              | 0+3                            | 0                              | 34       | 1      | 10          | 1          |